# Sit cardenal del Brasil
El sit cardenal del Brasil (Paroaria dominicana) és un ocell de la família dels tràupids (Thraupidae).

## Hàbitat i distribució
Habita el bosc obert, clars i vegetació secundària de les terres baixes de l'est del Brasil.